# 雷イチゴ
『勝手に栃木発展情報バラエティー 雷イチゴ』（かってにとちぎはってんじょうほうバラエティー かみなりイチゴ）は、2013年4月4日から2014年3月27日まで、5いっしょ3ちゃんねる加盟各局で放送されていた、とちぎテレビ制作のバラエティ番組である。

## 概要
これまで、とちぎテレビ制作の5いっしょ3ちゃんねる同時ネット枠は、2丁拳銃をメインとしたバラエティ番組であった（『Rock to the Future』→『ろっくとぅざふゅーちゃー』→『ロッケンロール』）。今回からは、全く新たなバラエティ番組として、かつてとちぎテレビで放送された『人格ラヂオの咲け〜バンギャル!!』に出演していた人格ラヂオの悠希をメインとした番組となる。
内容としては、特派員が栃木県の各所にロケに行き、その模様をスタジオで悠希などがコメントするものである。

## 出演者
- 悠希（人格ラヂオ） - MC
- 林恵理 - 特派員1号
- Kirari
  - 廣瀬 沙亜弥
  - 宇賀神 恵　　
  - 奥山 智美
  - 栗田 結衣（VTR出演のみ）
- DJ-Kei（菊池元男） - ナレーター[1]
- 特別特派員として起用の多いバンドマン
  - ミネムラ（花少年バディーズ）
- 元レギュラー特派員
  - 大島可楓　 - 特派員2号

## 放送局と放送時間
| 放送対象地域 | 放送局                          | 放送期間                     | 系列                            | 放送日時                          | 備考       |
| ------------ | ------------------------------- | ---------------------------- | ------------------------------- | --------------------------------- | ---------- |
| 栃木県       | とちぎテレビ （GYT） （制作局） | 2013年4月4日 - 2014年3月27日 | 独立協 （5いっしょ3ちゃんねる） | 木曜 23:00 - 23:30 （同時ネット） | 再放送有り |
| 群馬県       | 群馬テレビ (GTV)                | 2013年4月4日 - 2014年3月27日 | 独立協 （5いっしょ3ちゃんねる） | 木曜 23:00 - 23:30 （同時ネット） |            |
| 埼玉県       | テレビ埼玉 (TVS)                | 2013年4月4日 - 2014年3月27日 | 独立協 （5いっしょ3ちゃんねる） | 木曜 23:00 - 23:30 （同時ネット） |            |
| 千葉県       | 千葉テレビ (CTC)                | 2013年4月4日 - 2014年3月27日 | 独立協 （5いっしょ3ちゃんねる） | 木曜 23:00 - 23:30 （同時ネット） |            |
| 神奈川県     | テレビ神奈川 (tvk)              | 2013年4月4日 - 2014年3月27日 | 独立協 （5いっしょ3ちゃんねる） | 木曜 23:00 - 23:30 （同時ネット） |            |